# ホンダ・CBX125
CBX125（シービーエックス125）は、本田技研工業がかつて製造販売したオートバイである。

## 概要

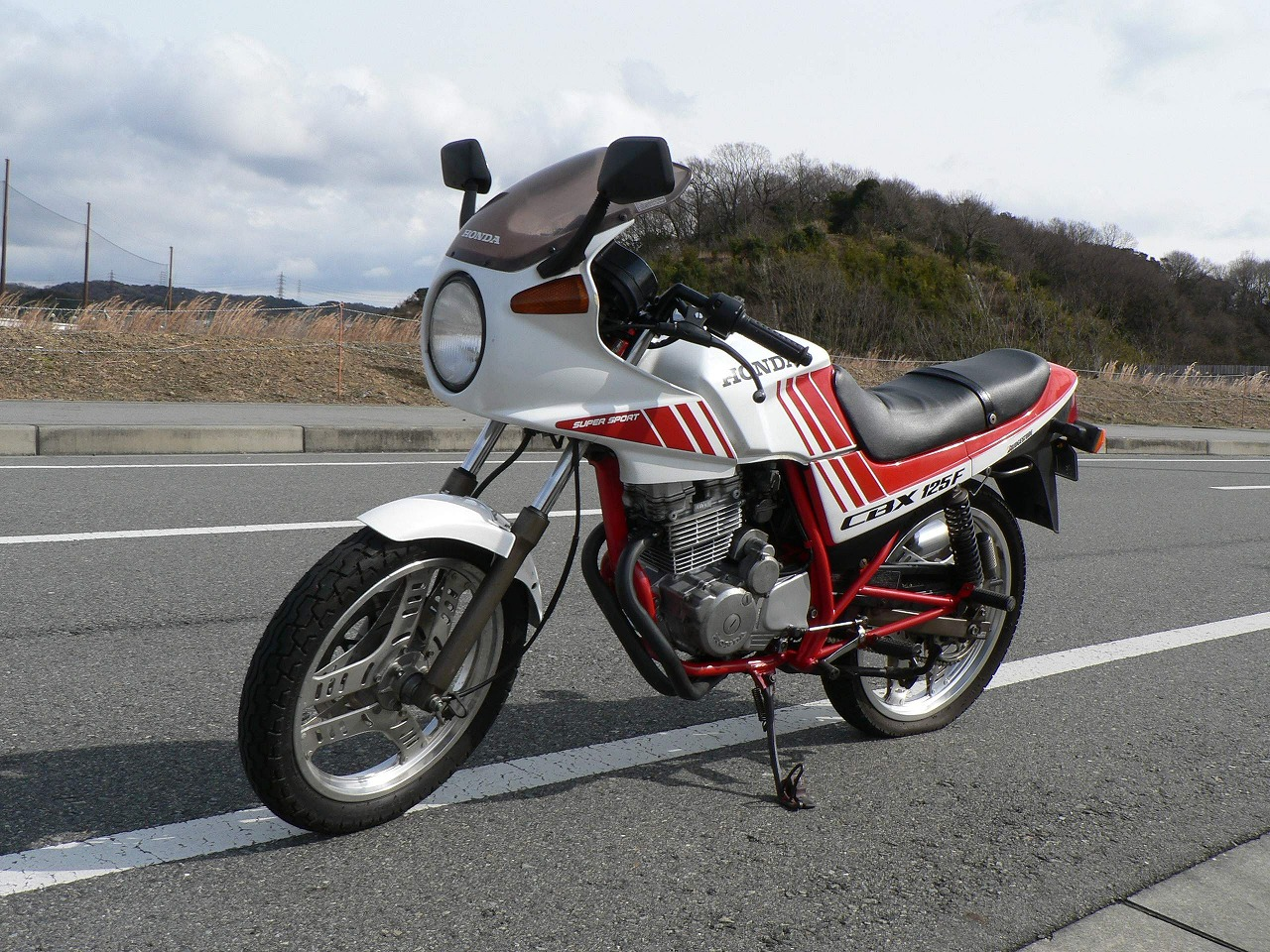
CBX125F

1980年代前半の本田技研工業では4ストロークエンジンを搭載する排気量125ccクラス（原付二種=小型自動二輪車）のCBシリーズでは、2気筒エンジンを搭載するCB125Tと単気筒エンジンを搭載するCB125JXが併売されていた。
このうち1984年にCB125JXのフルモデルチェンジが実施されることになり、開発されたのが本モデルであり、ヘッドライトカウルを装備するネイキッドタイプとしたCBX125F、アメリカンタイプとしたCBX125カスタムの2モデルが設定された。
1996年に生産中止。

## 車両解説
本モデル最大の特徴は、搭載される内径x行程：58.0x47.0（mm）・排気量124cc・圧縮比11.0のJC11E型空冷4ストローク4バルブDOHC単気筒エンジンにある。
同エンジンは、1983年に発売されたCBX250RS・GB250クラブマン・XLX250R同様にサブロッカーアーム・センタープラグ・半球型燃焼室を可能にし、燃焼効率と吸排気効率を大幅に向上させるためバルブを放射状に配置するRFVCを搭載するほか、単気筒エンジンでありながら低速域から高速域までの吸入効率向上と俊敏レスポンス追求から キャブレターを2基搭載するデュアルインテークキャブレター方式を採用した。
- 車体前方に向かってシリンダー左側がプライマリーキャブ、右側がセカンダリーキャブとされた。またCBX125FとCBX125カスタムではそれぞれのキャラクターに合わせて前者は高回転高出力型、後車は中低速トルク重視型のチューンが施された。

さらに1993年のマイナーチェンジでは、エンジン特性を変更したためこれを境に初期型・後期型に分類する向きがある。
以下でそれぞれのモデルについて解説を行う。

### CBX125F
型式名JC11。丸型ヘッドライトとセパレート型ハンドルを装着するネイキッドタイプ。以下の装備を持つ。
- ロケット型カウル
- ブーメラン型オールアルミ製コムスターホイール
- 6段マニュアルトランスミッション
- 2into1シングルエキゾーストマフラー[注 3]

### CBX125カスタム
型式名JC12。角型ヘッドライトとプルバック型ハンドルを装着するアメリカンタイプ。以下の装備を持つ。
- スポークホイール
- 5段マニュアルトランスミッション
- 左右独立メッキ製ショートメガホンマフラー

### 遍歴
1984年4月10日発表 同月11日発売
日本国内年間販売目標 CBX125F：10,000台/CBX125カスタム：4,000台 標準現金価格289,000円
1987年6月18日発表 同月19日発売
日本国内年間販売目標2,000台（シリーズ合計） 標準現金価格289,000円に改訂し以下のマイナーチェンジを実施
- カラーリング変更
  - 排気騒音対策からマフラーの消音特性を向上し50㎞/h定地走行燃費を変更
  - CBX125F：64→60.2km/L
  - CBX125カスタム：64→57.2km/L

1992年3月27日 同月28日発売
日本国内年間販売目標7,500台（シリーズ合計） 消費税抜標準現金価格299,000円に改訂し以下のマイナーチェンジを実施
- カラーリング変更

1993年2月19日発表 同月25日発売
日本国内年間販売目標6,000台（シリーズ合計） 消費税抜標準現金価格339,000円に改訂し以下のマイナーチェンジを実施
- 中低速域での走行を配慮し変速比ならびにエンジン特性を変更
  - このため両モデルとも最高出力2psダウン
- 操作系見直しによりプッシュキャンセル式ウインカースイッチへ変更
- バッテリーをメンテナンスフリー性向上のため開放型から密閉型へ変更
- 定地走行燃費測定方法を50→60km/hへ変更
- ヘッドライト常時点灯義務化[注 8]に備えスイッチを廃止

1996年
- 製造中止

### 諸元
| 車名            | CBX125F                                          | CBX125F                                          | CBX125カスタム                                   | CBX125カスタム                                   |
| タイプ          | 前期                                             | 後期                                             | 前期                                             | 後期                                             |
| モデルイヤー    | 1984                                             | 1993                                             | 1984                                             | 1993                                             |
| 型式            | JC11                                             | JC11                                             | JC12                                             | JC12                                             |
| 全長x全幅x全高  | 1.940x0.680x1.120（m）                           | 1.940x0.680x1.120（m）                           | 2.050x0.785x1.105（m）                           | 2.050x0.780x1.105（m）                           |
| ホイールベース  | 1.280（m）                                       | 1.280（m）                                       | 1.360（m）                                       | 1.360（m）                                       |
| 最小回転半径    | 2.2（m）                                         | 2.2（m）                                         | 2.2（m）                                         | 2.2（m）                                         |
| 最低地上高      | 0.180（m）                                       | 0.180（m）                                       | 0.175（m）                                       | 0.175（m）                                       |
| 乾燥重量（kg）  | 105                                              | 107                                              | 112                                              | 115                                              |
| 整備重量（kg）  | 117                                              | 119                                              | 121                                              | 124                                              |
| 定地走行燃費    | 64km/L（50㎞/h）                                 | 45km/L（60㎞/h）                                 | 64km/L（50㎞/h）                                 | 47.7km/L（60㎞/h）                               |
| シート高        | 0.77（m）                                        | 0.77（m）                                        | 0.73（m）                                        | 0.73（m）                                        |
| エンジン型式    | JC11E型空冷4ストローク4バルブDOHC単気筒          | JC11E型空冷4ストローク4バルブDOHC単気筒          | JC11E型空冷4ストローク4バルブDOHC単気筒          | JC11E型空冷4ストローク4バルブDOHC単気筒          |
| 総排気量        | 124cc                                            | 124cc                                            | 124cc                                            | 124cc                                            |
| 内径x行程（mm） | 58.0x47.0                                        | 58.0x47.0                                        | 58.0x47.0                                        | 58.0x47.0                                        |
| 圧縮比          | 11.0                                             | 11.0                                             | 11.0                                             | 11.0                                             |
| 最高出力        | 17ps/11,500rpm                                   | 15ps/11,500rpm                                   | 15ps/10,500rpm                                   | 13ps/9,500rpm                                    |
| 最大トルク      | 1.1kg-m/9,500rpm                                 | 1.1kg-m/8,500rpm                                 | 1.1kg-m/9,000rpm                                 | 1.1kg-m/8,000rpm                                 |
| キャブレター    | PF35A                                            | PB1C                                             | PF40A                                            | PB1B                                             |
| 始動方式        | セルフ式                                         | セルフ式                                         | セルフ式                                         | セルフ式                                         |
| 潤滑方式        | 圧送式飛沫式併用ウェットサンプ                   | 圧送式飛沫式併用ウェットサンプ                   | 圧送式飛沫式併用ウェットサンプ                   | 圧送式飛沫式併用ウェットサンプ                   |
| 潤滑油容量      | 1.2L                                             | 1.2L                                             | 1.2L                                             | 1.2L                                             |
| 燃料タンク容量  | 12L                                              | 12L                                              | 10L                                              | 10L                                              |
| クラッチ        | 湿式多板コイルスプリング                         | 湿式多板コイルスプリング                         | 湿式多板コイルスプリング                         | 湿式多板コイルスプリング                         |
| 変速方式        | 左足動式リターン                                 | 左足動式リターン                                 | 左足動式リターン                                 | 左足動式リターン                                 |
| 変速機          | 常時噛合6段                                      | 常時噛合6段                                      | 常時噛合5段                                      | 常時噛合5段                                      |
| 1速             | 3.000                                            | 3.363                                            | 3.000                                            | 3.363                                            |
| 2速             | 2.062                                            | 2.111                                            | 1.941                                            | 2.062                                            |
| 3速             | 1.578                                            | 1.631                                            | 1.450                                            | 1.450                                            |
| 4速             | 1.333                                            | 1.333                                            | 1.173                                            | 1.173                                            |
| 5速             | 1.153                                            | 1.153                                            | 1.000                                            | 1.000                                            |
| 6速             | 1.041                                            | 1.041                                            |                                                  |                                                  |
| 1次減速比       | 3.315                                            | 3.315                                            | 3.315                                            | 3.315                                            |
| 最終減速比      | 3.000                                            | 3.000                                            | 2.933                                            | 2.933                                            |
| フレーム形式    | セミダブルグレードル                             | セミダブルグレードル                             | セミダブルグレードル                             | セミダブルグレードル                             |
| サスペンション  | テレスコッピック（前）/スイングアーム（後）      | テレスコッピック（前）/スイングアーム（後）      | テレスコッピック（前）/スイングアーム（後）      | テレスコッピック（前）/スイングアーム（後）      |
| キャスター      | 27.0°                                            | 27.0°                                            | 30.0°                                            | 30.0°                                            |
| トレール        | 90.0mm                                           | 90.0mm                                           | 122.0mm                                          | 122.0mm                                          |
| タイヤ（前）    | 80/100-16 45P                                    | 80/100-16 45P                                    | 90/90-18 51P                                     | 90/90-18 51P                                     |
| タイヤ（後）    | 90/90-18 51P                                     | 90/90-18 51P                                     | 110/90-16 59P                                    | 110/90-16 59P                                    |
| ブレーキ（前）  | デュアルピストンキャリパー油圧式シングルディスク | デュアルピストンキャリパー油圧式シングルディスク | デュアルピストンキャリパー油圧式シングルディスク | デュアルピストンキャリパー油圧式シングルディスク |
| ブレーキ（後）  | 機械式リーディングトレーリング                   | 機械式リーディングトレーリング                   | 機械式リーディングトレーリング                   | 機械式リーディングトレーリング                   |
| バッテリ        | 開放型                                           | 密閉型                                           | 開放型                                           | 密閉型                                           |
| 標準現金価格    | \289.000                                         | \339,000                                         | \289,000                                         | \339,000                                         |
| --------------- | ------------------------------------------------ | ------------------------------------------------ | ------------------------------------------------ | ------------------------------------------------ |